# Chaetoleon variabilis
Chaetoleon variabilis är en insektsart som beskrevs av Banks 1942. Chaetoleon variabilis ingår i släktet Chaetoleon och familjen myrlejonsländor. Inga underarter finns listade i Catalogue of Life.